# Plongeur démineur

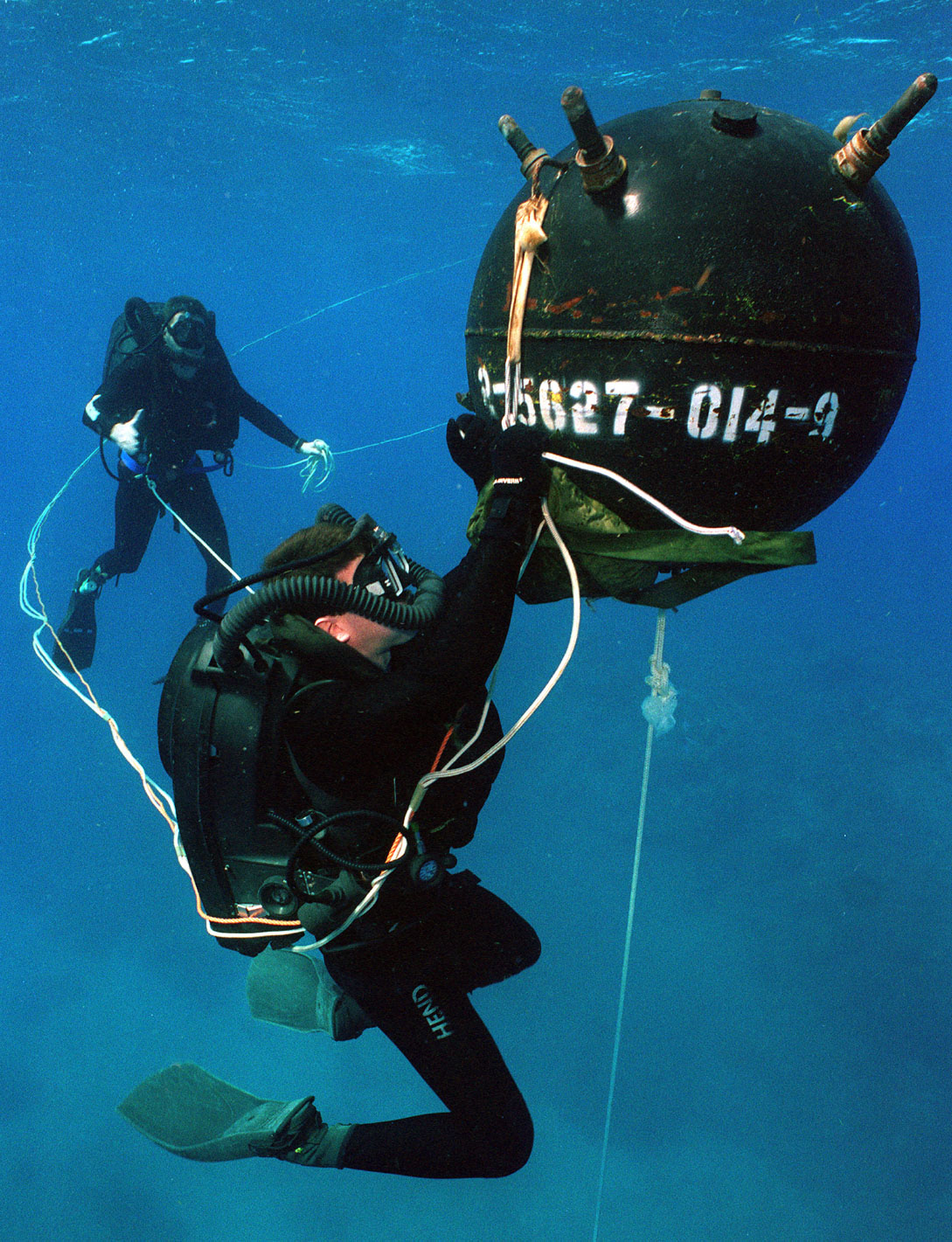
Plongeurs démineurs de l'US Navy à l'entraînement

Un plongeur démineur est un personnel de la Marine spécialement formé à la neutralisation ou à la destruction de mine marine ou d'engins explosifs en mer.

## Description
En opération de guerre des mines, les plongeurs démineurs agissent depuis un bâtiment-base de plongeurs démineurs ou un chasseur de mines. La mine détectée par les sonars du chasseur est soit neutralisée soit pétardée par un groupe de plongeurs.
Le déminage est également possible depuis un sous-marin, l'adjonction d'une valise sèche, soit un module amovible attaché lui permettant la sortie de plongeurs lors de l'immersion de celui-ci, permet de le transformer en un Bâtiment-base de plongeurs démineurs.